# Desktop virtuale
Il desktop virtuale è uno strumento presente nelle interfacce grafiche di alcuni sistemi operativi con il quale, analogamente alle finestre che dividono le applicazioni in aree nello stesso schermo, si può simulare la presenza di più desktop indipendenti che permettono di suddividere le applicazioni a discrezione dell'utente, spargendole fra i vari desktop in modo più ordinato, in modo da avere teoricamente sempre una schermata più o meno libera a disposizione.

## Implementazione nei sistemi operativi
Microsoft Windows ha introdotto questa funzionalità solo con Windows 10, mentre nelle release precedenti si doveva fare affidamento su applicazioni di terze parti. macOS implementa Spaces che è comparso su Mac OS X Leopard.
Sui più usati ambienti grafici dei sistemi unix liberi, quali Linux o i BSD questa caratteristica è presente ormai da tanto tempo, con qualche variazione fra un ambiente e l'altro. Attualmente col progresso hardware da un lato e software dall'altro esistono varie implementazioni che simulano fisicamente la presenza dei desktop come facce di un cubo che viene ruotato passando da uno all'altro, o con effetti di vario tipo.

## Virtualizzazione del desktop
La virtualizzazione del desktop, o Virtual Desktop Infrastructure (VDI), è un tipo di tecnologia che consente di realizzare ambienti desktop che i singoli utenti di una rete aziendale possono visualizzare sul proprio client (un computer o un tablet), senza che le risorse a cui essi fanno riferimento (file, immagini, programmi, driver, preferenze) siano fisicamente presenti sul client stesso.
Il motivo per cui si ricorre alla VDI è di semplificare la gestione del parco macchine di un'azienda, dal momento che tutti gli aggiornamenti del software possono essere compiuti in modo centralizzato e non presso le singole postazioni.